# 斯普利特羅克 (紐約州)
斯普利特羅克（英語：Split Rock）是位於美國紐約州奧農達加縣的非建制地區。

## 歷史
斯普利特羅克的郵局於1890年設立，其後於1911年停運。

## 地理
斯普利特羅克所處的海拔為高於海平面211米（即692英呎），而該地所採用的時區為UTC-5，即北美东部时区（EST）。同時該地設有夏令時間，為UTC-5調快一小時，即UTC-4（EDT）。